# Van (Texas)
Van è una città degli Stati Uniti d'America, situata nello Stato del Texas, nella Contea di Van Zandt.